# Funkstreife Isar 12
Funkstreife Isar 12, nota anche semplicemente come Isar 12, è una serie televisiva tedesca occidentale di genere poliziesco prodotta da Bavaria Atelier e trasmessa dal 1961 al 1963 sull'emittente ARD 1 (Das Erste). Protagonisti della serie sono Karl Tischlinger, Wilmut Borell ed Eberhard Mondry.
La serie si compone di tre stagioni, per un totale di 35 episodi: il primo episodio fu trasmesso in prima visione il 10 gennaio 1961, mentre l'ultimo episodio andò in onda in prima visione il 17 ottobre 1996.

## Trama
Protagonisti delle vicende sono due poliziotti, Alosi Hubert e Herbert Dambrowski, che compongono l'equipaggio dell'auto "Isar 12", una BMW 501, e che indagano su piccoli casi di crimininalità che avvengono a Monaco di Baviera. Al loro fianco, vi è per qualche tempo Dieter Resch.

## Episodi
| Stagione         | Episodi | Prima TV Germania | Prima TV Italia |
| ---------------- | ------- | ----------------- | --------------- |
| Prima stagione   | 13      | 1961              | inedita         |
| Seconda stagione | 13      | 1962              | inedita         |
| Terza stagione   | 9       | 1963              | inedita         |

## Personaggi e interpreti
- Alois Huber, interpretato da Karl Tischlinger (s. 1-3).
- Herbert "Damerl" Dambrowski, interpretato da Wilmut Borell (s. 1-3)
- Dieter Resch interpretato da Eberhard Mondry (s. 1).[5]
- Sig.ra Dambrowski, interpretata da Monica John

## Produzione
La serie rappresentò una delle prime esperienze alla regia di Michael Braun, all'epoca trentenne.